# Campeonato Sul-Americano de Clubes de Futebol de Salão de 2013
O Campeonato Sul-Americano de Clubes de Futebol de Salão de 2013 foi a 35ª edição do Campeonato Sul-Americano de Clubes de Futebol de Salão, é uma competição de Futebol de Salão entre clubes, disputado nas regras FIFUSA/AMF. Organizado pela Confederação Sul-Americana de Futebol de Salão sob a chancela da Associação Mundial de Futsal - AMF. Realizou-se na cidade de Godoy Cruz, na Província de Mendoza , na Argentina, entre os dias 1 de outubro a 5 de outubro de 2013.

## Fase de grupos

### Grupo A
| Clubes         | Pts | J | V | E | D | GP | GS | SG |
| -------------- | --- | - | - | - | - | -- | -- | -- |
| UNASUR         | 4   | 3 | 2 | 0 | 1 | 17 | 13 | 4  |
| Andes Talleres | 4   | 3 | 2 | 0 | 1 | 14 | 10 | 4  |
| Colorado FS    | 3   | 3 | 1 | 1 | 1 | 6  | 7  | -1 |
| La Amizade     | 1   | 3 | 0 | 1 | 2 | 9  | 16 | -7 |

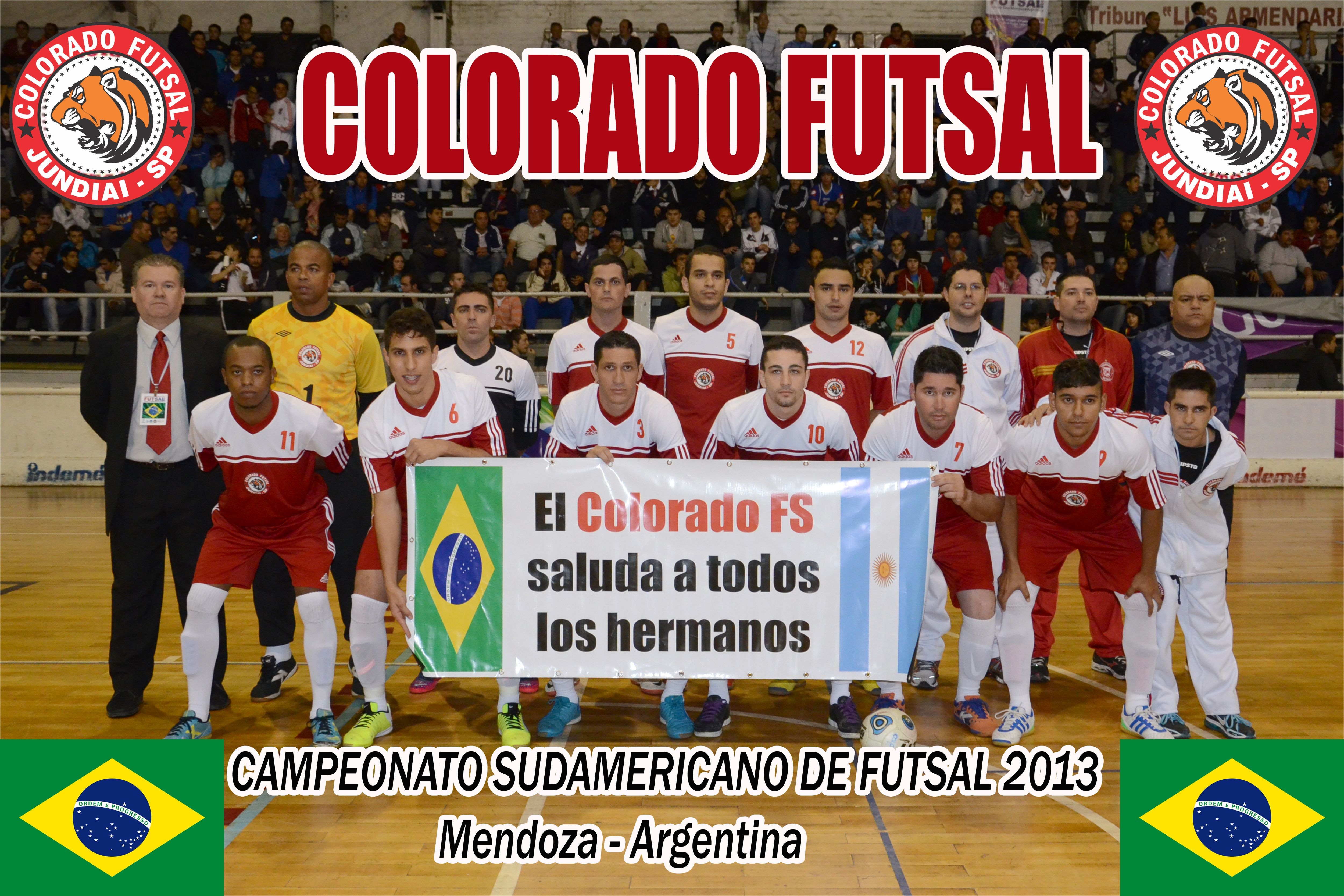
Colorado FS, representante brasileiro de Jundiaí.

| 1 de outubro de 2013 | Colorado FS                           | 3 - 1 | UNASUR          | Ginásio Andes Talleres - Godoy Cruz                 |
|                      | Leonardo Rocha(2) Ederson Almeida (1) |       | Éver Salinas(1) | Público: 1 850 Árbitro: Hector Olmos Claudia Correa |

| 2 de outubro de 2013 | La Amizade | 4 - 8 | UNASUR | Ginásio Andes Talleres - Godoy Cruz                  |
|                      |            |       |        | Árbitro: Brasil Leonardo Moura. (CNFS) Dario Tonutti |

| 2 de outubro de 2013 | Andes Talleres                                                                 | 3 - 0 | Colorado FS | Ginásio Andes Talleres - Godoy Cruz                |
|                      | Rodrigo Martinez 15' (1ºT) · Rodrigo Martinez 5' (2ºT) · Koltes Diego 6' (2ºT) |       |             | Público: 1 850 Árbitro: Hector Olmos Oscar Barrios |

| 3 de outubro de 2013 | La Amizade | 3 - 3 | Colorado FS | Ginásio Andes Talleres - Godoy Cruz                     |
|                      |            |       |             | Público: 2 100 Árbitro: Javier Petrino Cristian Hippler |

| 3 de outubro de 2013 | Andes Talleres | 6 - 8 | UNASUR | Ginásio Andes Talleres - Godoy Cruz                                                  |
|                      | Rodrigo Martinez 3' (1ºT) · Diego Koltes 12' (1ºT) · Juan Pablo Villodas 5' (2ºT) · Juan Pablo Giordanino 7' (2ºT) · Rodrigo Martinez 8' (2ºT) · Rodrigo Martinez 12' (2ºT) |       | Darío Herrera 3' (1ºT) · Hugo Salinas 8' (1ºT) · Darío Herrera 16' (1ºT) · Marcos Benítez 1' (2ºT) · Darío Herrera 5' (2ºT) · Osvaldo Velasquez 8' (2ºT) · Darío Herrera 17' (2ºT) · Marcos Benítez 18' (2ºT) | Público: 2 100 Árbitro: Brasil Leonardo Moura. (CNFS) Brasil Israel Fernandez (CNFS) |

### Grupo B
| Clubes      | Pts | J | V | E | D | GP | GS | SG |
| ----------- | --- | - | - | - | - | -- | -- | -- |
| Itapúa T.C. | 5   | 3 | 2 | 1 | 0 | 15 | 13 | 2  |
| Cerro Cora  | 4   | 3 | 1 | 2 | 0 | 13 | 10 | 3  |
| Jave.       | 3   | 3 | 1 | 1 | 1 | 8  | 6  | 2  |
| Sindpd      | 0   | 3 | 0 | 0 | 3 | 6  | 13 | -7 |

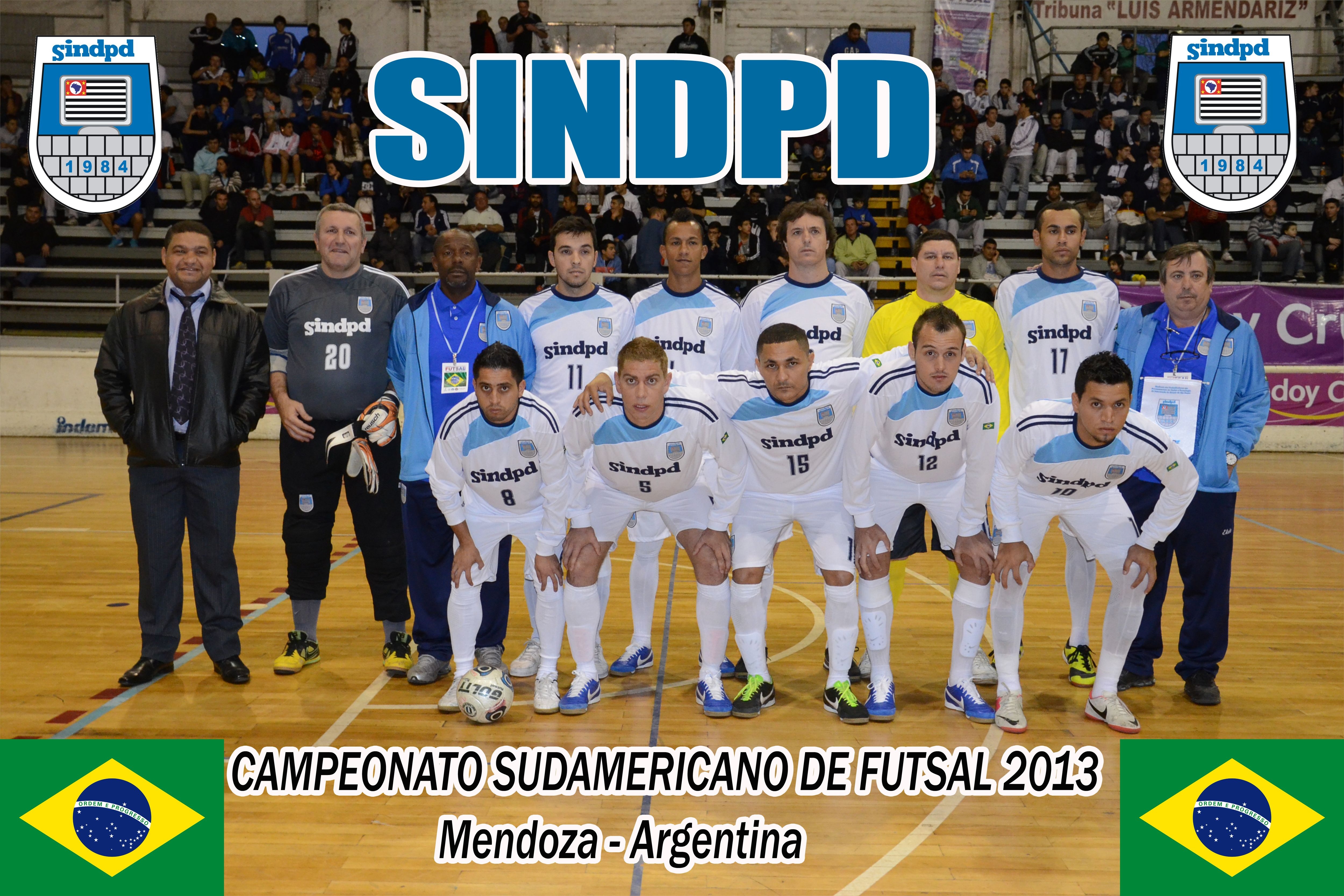
Sindpd equipe mais correta da competição (fair play).

| 1 de outubro de 2013 | Jave. | 3 - 4 | Itapúa T.C. | Ginásio Andes Talleres - Godoy Cruz                                                |
|                      |       |       |             | Público: 350 Árbitro: Brasil Leonardo Moura. (CNFS) Brasil Israel Fernandez (CNFS) |

| 1 de outubro de 2013 | Sindpd                           | 2 - 5 | Cerro Cora                                                | Ginásio Andes Talleres - Godoy Cruz                   |
|                      | Thiago Negri (1) Tiago Souza (1) |       | Shammir Olmedo (2) Samuel Pereira (2) Lisandro Romero (1) | Público: 350 Árbitro: Javier Petrino Cristian Hippler |

| 2 de outubro de 2013 | Jave. | 2 - 2 | Cerro Cora | Ginásio Andes Talleres - Godoy Cruz                     |
|                      |       |       |            | Público: 1 500 Árbitro: Javier Petrino Cristian Hippler |

| 2 de outubro de 2013 | Itapúa T.C.                                          | 5 - 4 | Sindpd                                              | Ginásio Andes Talleres - Godoy Cruz                                                  |
|                      | Javier Martinez (2) Luis Flores (2) Diego Flores (1) |       | Renato Castro (2) Gabriel Smith (1) Tiago Souza (1) | Público: 1 500 Árbitro: Brasil Leonardo Moura. (CNFS) Brasil Israel Fernandez (CNFS) |

| 3 de outubro de 2013 | Sindpd | 0 - 3 | Jave. | Ginásio Andes Talleres - Godoy Cruz                 |
|                      |        |       |       | Público: 1 300 Árbitro: Dario Tonutti Oscar Barrios |

| 3 de outubro de 2013 | Itapúa T.C. | 6 - 6 | Cerro Cora | Ginásio Andes Talleres - Godoy Cruz                    |
|                      | Alcides Flores 1' (1ºT) · Fabian Banegas 8' (1ºT) · Facundo Miranda 15' (1ºT) · Carlos Flores 14' (2ºT) · Facundo Miranda 17' (2ºT) · Facundo Miranda 19' (2ºT) |       | Pablo Brites 2' (1ºT) · Arnaldo Silveira 18' (1ºT) · Arnaldo Silveira 19' (1ºT) · Sérgio Fretes 19' (1ºT) · Arnaldo Silveira 1' (2ºT) · Horacio Pereyra 18' (2ºT) | Público: 1 300 Árbitro: Claudia Correa Arsenio Alarcon |

## Finais
|  | Semifinais            | Semifinais            |   |                       | Final                 | Final   |  |
|  |                       |                       |   |                       |                       |         |  |
|  | 4 de outubro de 2013. |                       |   |                       |                       |         |  |
|  | Andes Talleres        | 3                     |   |                       |                       |         |  |
|  | Itapúa T.C.           | 2                     |   |                       |                       |         |  |
|  |                       |                       |   |                       |                       |         |  |
|  |                       |                       |   |                       | 5 de outubro de 2013. |         |  |
|  |                       |                       |   |                       | Andes Talleres        | 2       |  |
|  |                       | Cerro Cora            | 1 |                       |                       |         |  |
|  |                       |                       |   |                       |                       |         |  |
|  |                       |                       |   |                       |                       |         |  |
|  |                       |                       |   |                       | Terceiro lugar        |         |  |
|  | 4 de outubro de 2013. | 4 de outubro de 2013. |   | 5 de outubro de 2013. | 5 de outubro de 2013. |         |  |
|  | UNASUR                | 3 (0)                 |   | Itapúa T.C.           | 6 (3)                 |         |  |
|  | Cerro Cora            | 3 (1)*                |   |                       | UNASUR                | 6 (4)** |  |

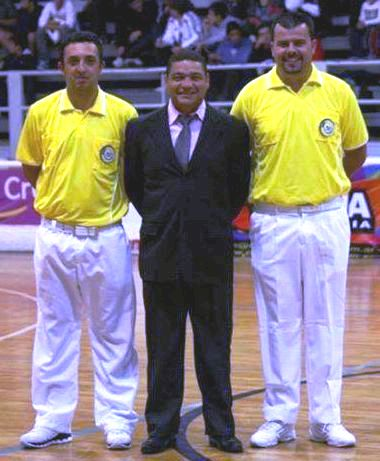
Arbitragem do Brasil destaque na final do Sul-Americano. Israel Fernandez (a esquerda), José Maurício de Freitas Neto, diretor da CNFS (ao centro) e Leonardo Moura (a direita).

*(   ) placar da prorrogação. 
 **(   ) decisão penaltis.

### Semifinais
| 4 de outubro de 2013 | Andes Talleres                                                                          | 3 - 2 | Itapúa T.C.                                              | Ginásio Andes Talleres - Godoy Cruz                |
|                      | Rodrigo Martínez 10' (1ºT) · Federico Pérez 15' (1ºT) · Juan Pablo Giordanino 13' (2ºT) |       | Javier Martínez 14' (1ºT) · Marcelo Mescolatti 18' (2ºT) | Público: 2 500 Árbitro: Héctor Olmos Dario Tonutti |

| 4 de outubro de 2013 | UNASUR                                                                    | 3 - 3        | Cerro Cora                                                                 | Ginásio Andes Talleres - Godoy Cruz |
|                      | Darío Herrera 5' (1ºT) · Darío Herrera 3' (2ºT) · Darío Herrera 18' (2ºT) | Tempo Normal | Sérgio Fretes 17' (1ºT) · Sérgio Romero 7' (2ºT) · Sérgio Romero 13' (2ºT) |                                     |

#### Prorrogação
|  | UNASUR | 0 – 1 | Cerro Cora             |                                                       |
|  |        |       | Sérgio Fretes 3' (1ºT) | Público: 2 500 Árbitro: Oscar Barrios Arsenio Alarcón |

### Finais

#### 3º e 4º
| 5 de outubro de 2013 | Itapúa T.C. | 6 - 6 | UNASUR | Ginásio Andes Talleres - Godoy Cruz                 |
|                      |             |       |        | Público: 2 500 Árbitro: Oscar Barrios Dario Tonutti |

|  |       | Penalidades |
|  | 3 – 4 |             |

#### 1º e 2º
| 5 de outubro de 2013 | Andes Talleres                                 | 2 - 1 | Cerro Cora               | Ginásio Andes Talleres - Godoy Cruz                                                  |

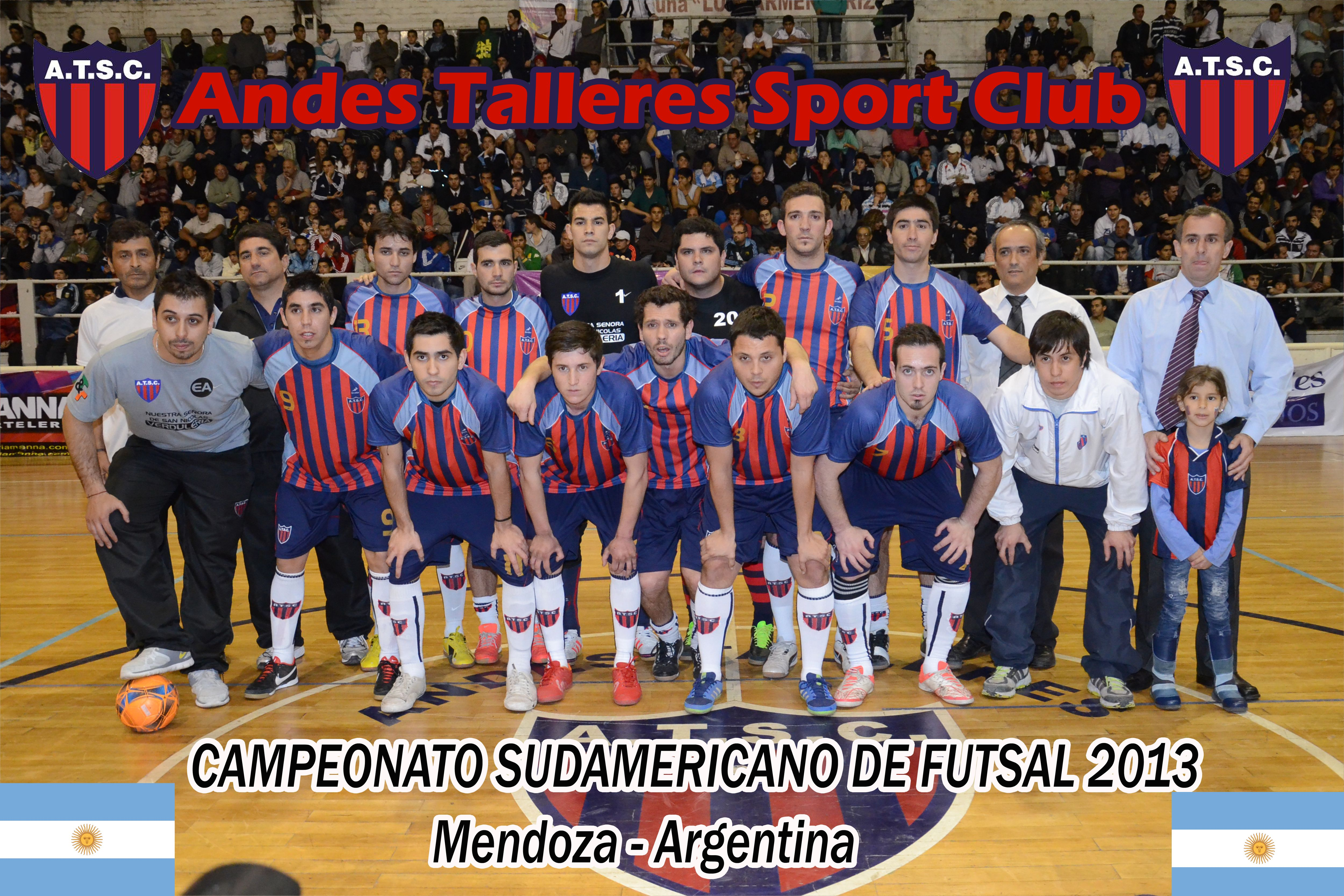
Campeão Andes Talleres.

|                      | Diego Koltes 12' (1ºT) · Diego Koltes 8' (2ºT) |       | Shammir Olmedo 16' (2ºT) | Público: 2 500 Árbitro: Brasil Leonardo Moura. (CNFS) Brasil Israel Fernandez (CNFS) |

| Campeonato Sul-Americano de Clubes de Futebol de Salão de 2013 |
| -------------------------------------------------------------- |
| Andes Talleres 1º título                                       |